# Otto Wilhelm von Struve

Otto Wilhelm von Struve

Otto Wilhelm von Struve (Kyrillisch Отто Васильевич Струве; * 25. Apriljul. / 7. Mai 1819greg. in Dorpat, Estland; † 16. April 1905 in Karlsruhe) war ein deutsch-baltischer Astronom.

## Leben
Struve war der Sohn des Astronomen Wilhelm Struve. Mit 17 Jahren begann Struve an der Kaiserlichen Universität Dorpat Astronomie zu studieren.  1837 wurde er Mitglied der Baltischen Corporation Livonia Dorpat. Schon während seines Studiums wirkte er als Praktikant bei seinem Vater an der Sternwarte Dorpat. 1839 schloss Struve sein Studium mit einer Promotion ab und bekam eine Anstellung bei der Sternwarte in Pulkowo als Adjunkt-Astronom. Bei seinen Forschungen dort entdeckte Struve 1841 eine neue Bestimmung der Präzessionskonstanten. Im gleichen Jahr wurde er zum Magister der Astronomie an der Universität St. Petersburg promoviert, 1850 wurde er dafür mit der Goldmedaille der Royal Astronomical Society ausgezeichnet.
1847 berief der Generalstab der zaristischen Armee Struve zum beratenden Astronomen. Dieses Amt hatte er 15 Jahre inne. Als solcher leitete er die geodätisch-astronomischen Arbeiten. 1848 avancierte Struve zum zweiten Direktor der Sternwarte in Pulkowo und 1856 beförderte man ihn zum a.o. Professor. Zwei Jahre später erfolgte die Beförderung zum Zweiten Astronomen und 1861 zum Ordentlichen Professor.
Die Russische Akademie der Wissenschaften nahm 1861 Struve als ordentliches Mitglied auf. Ein Jahr später wurde Struve der Nachfolger seines Vaters und wirkte bis 1889 als Direktor der Sternwarte. 1864 wurde er in die American Academy of Arts and Sciences und 1865 in die Académie des sciences gewählt. 1867 ernannte man ihn zum Vorsitzenden der damals international agierenden Astronomischen Gesellschaft. Auf Bitte der Akademie wurde Struve 1887 zum Wirklichen Geheimrat ernannt. Seit 1866 war er auswärtiges Mitglied der Bayerischen Akademie der Wissenschaften. 1868 wurde er Ehrendoktor der Universität Bonn, im gleichen Jahr wurde er zum korrespondierenden Mitglied der Preußischen Akademie der Wissenschaften, 1874 zum auswärtigen Mitglied der Königlich Niederländischen Akademie der Wissenschaften sowie zum assoziierten Mitglied der Académie royale des Sciences, des Lettres et des Beaux-Arts de Belgique und 1878 zum Ehrenmitglied (Honorary Fellow) der Royal Society of Edinburgh gewählt. Seit 1883 war er Mitglied der National Academy of Sciences.
Mit 71 Jahren ging Otto Struve in Pension und wanderte nach Deutschland aus. Er ließ sich in Karlsruhe nieder, wo er Mitglied des Corps Baltica (jetzt Corps Baltica-Borussia Danzig zu Bielefeld) war und starb dort im Alter von 86 Jahren.
Struve beobachtete 500 neue Doppelsternsysteme am nördlichen Himmel. Er untersuchte den Saturn und dessen Ringe, bestimmte die Masse des Neptun, entdeckte einen inneren Uranustrabanten. Darüber hinaus ermittelte er die Parallaxe verschiedener Fixsterne, machte Beobachtungen über die Veränderlichkeit im Orionnebel und kleiner, darin verteilter Sterne. Außerdem führte er zahlreiche Beobachtungen über Kometen durch. 1851 wies er während einer Sonnenfinsternis nach, dass die Protuberanzen dem Sonnenkörper angehören. Auch beteiligte er sich an der Gradmessung, die sich über 69 Längengrade zwischen Valentia Island im Südwesten Irlands und Orsk an der asiatischen Grenze erstreckt.
Der Asteroid (768) Struveana ist ihm zusammen mit Friedrich Georg Wilhelm Struve und Hermann Struve gewidmet.
Der Mondkrater Struve ist seit 1964 nach ihm zusammen mit Friedrich Georg Wilhelm Struve und Otto von Struve benannt.

## Familie
Er war zweimal verheiratet. Seine erste Frau war Emilie Dyrssen (1823–1868), die einer St. Petersburger Kaufmannsfamilie entstammt, deren Wurzel aber wie die von Struve in Holstein lagen. Aus dieser Ehe überlebten zwei Töchter und vier Söhne, darunter:
- Hermann von Struve
- Ludwig von Struve

Nach dem Tod seiner ersten Frau heiratet er Emma Jankovsky (1839–1902), die aus einer livländischen Beamtenfamilie stammte. Das Paar hatte eine Tochter.

## Veröffentlichungen
- Übersicht der Thätigkeit der Nikolai-Hauptsternwarte während der ersten 25 Jahre ihres Bestehens (Petersburg, 1865)
- Observations de Poulkowa (Pulkowo, 1869–87, 12 Bände)